# Mermessus montanus
Mermessus montanus là một loài nhện trong họ Linyphiidae.
Loài này thuộc chi Mermessus. Mermessus montanus được Alfred Frank Millidge miêu tả năm 1987.